# Peter Scholze
Peter Scholze (sinh 11 tháng 12 năm 1987) là một nhà toán học người Đức, nổi tiếng với các công trình về ứng dụng hình học đại số trong số học. Anh là giáo sư thực thụ tại Đại học Bonn và là một trong các giám đốc của Viện Toán học Max Planck từ năm 2018.

## Sự nghiệp
Peter Scholze sinh tại Dresden và theo học tại Heinrich-Hertz-Gymnasium ở Berlin-Friedrichshain, một trường chuyên về toán học và khoa học tự nhiên. Khi còn là một học sinh anh đã bốn lần tham dự các Olympic Toán học Quốc tế, giành được ba huy chương vàng và một huy chương bạc. Anh trở thành một nhà toán học sau khi hoàn thành bằng Đại học chỉ sau ba học kỳ và bằng Thạc sĩ trong hai học kỳ tiếp theo. Luận án tiến sĩ của Scholze về Các không gian Perfectoid đưa ra lời giải cho một trường hợp đặc biệt của giả thuyết weight-monodromy. Anh đảm nhiệm vị trí giáo sư thực thụ chỉ một thời gian ngắn sau khi trở thành tiến sĩ và là giáo sư trẻ nhất Đức hiện tại. Từ tháng 7 năm 2011 Scholze là thành viên của Viện toán học Clay. Anh được trao Giải SASTRA Ramanujan năm 2013. Năm 2014 anh tiếp tục nhận được Giải Clay. Năm 2015 anh đã có tên nhận Giải Cole trong lĩnh vực Đại số. Peter Scholze nhận Huy chương Fields của Hội liên hiệp Toán học quốc tế năm 2018.